# Anna Wágnerová
Anna Wágnerová (* 27. července 1994 Nový Bor) je bývalá česká reprezentantka ve sportovním lezení z horolezeckého oddílu TJ Jiskra Nový Bor, juniorská vicemistryně světa a vicemistryně ČR v lezení na rychlost. Závodila také v lezení na obtížnost.

## Výkony a ocenění
- 2009: na mistrovství světa juniorů získala druhou českou medaili v disciplíně lezení na rychlost
- 2010–2012: vyhrála tři závody českého poháru v lezení na rychlost a skončila celkově dvakrát druhá[2]

## Závodní výsledky
| Světový pohár (nalevo jsou poslední závody v roce) | Světový pohár (nalevo jsou poslední závody v roce) |
| Rok                                                | 2011                                               |
| -------------------------------------------------- | -------------------------------------------------- |
| Rychlost                                           | 45                                                 |
| jednotlivě (x/x/x)                                 |                                                    |

| Mistrovství ČR | Mistrovství ČR |
| Rok            | 2009           |
| -------------- | -------------- |
| Rychlost       | 2              |

| Český pohár        | Český pohár | Český pohár | Český pohár |
| Rok                | 2010        | 2011        | 2012        |
| ------------------ | ----------- | ----------- | ----------- |
| Obtížnost          | 12          | —           | —           |
| jednotlivě         | -,-,8       | —           | —           |
|                    |             |             |             |
| Rychlost           | 4-5         | 2           | 2           |
| jednotlivě (3/0/0) | -,-,        | -,          | -,          |

| Mistrovství světa juniorů | Mistrovství světa juniorů | Mistrovství světa juniorů |
| Rok                       | 2009 kat. B               | 2010 kat. A               |
| ------------------------- | ------------------------- | ------------------------- |
| Obtížnost                 | —                         | 41-42                     |
| Rychlost                  | 2                         | 14                        |